# حي صالح عبد الواسع (عدن)
حي صالح عبد الواسع هو أحد أحياء مديرية المعلا في محافظة عدن اليمنية. يبلغ تعداد سكانه 3355 نسمة حسب التعداد السكاني في اليمن لعام 2004.